# Stegna (Archangelos)
Stegna (řecky Στεγνά) je vesnice na východním pobřeží řeckého ostrova Rhodos. Je částí obecní jednotky Archangelos, od jejíhož centra se nachází 3 km východně.

## Obyvatelstvo
Podle sčítání lidu v roce 2011 zde žilo 57 obyvatel.

## Využití

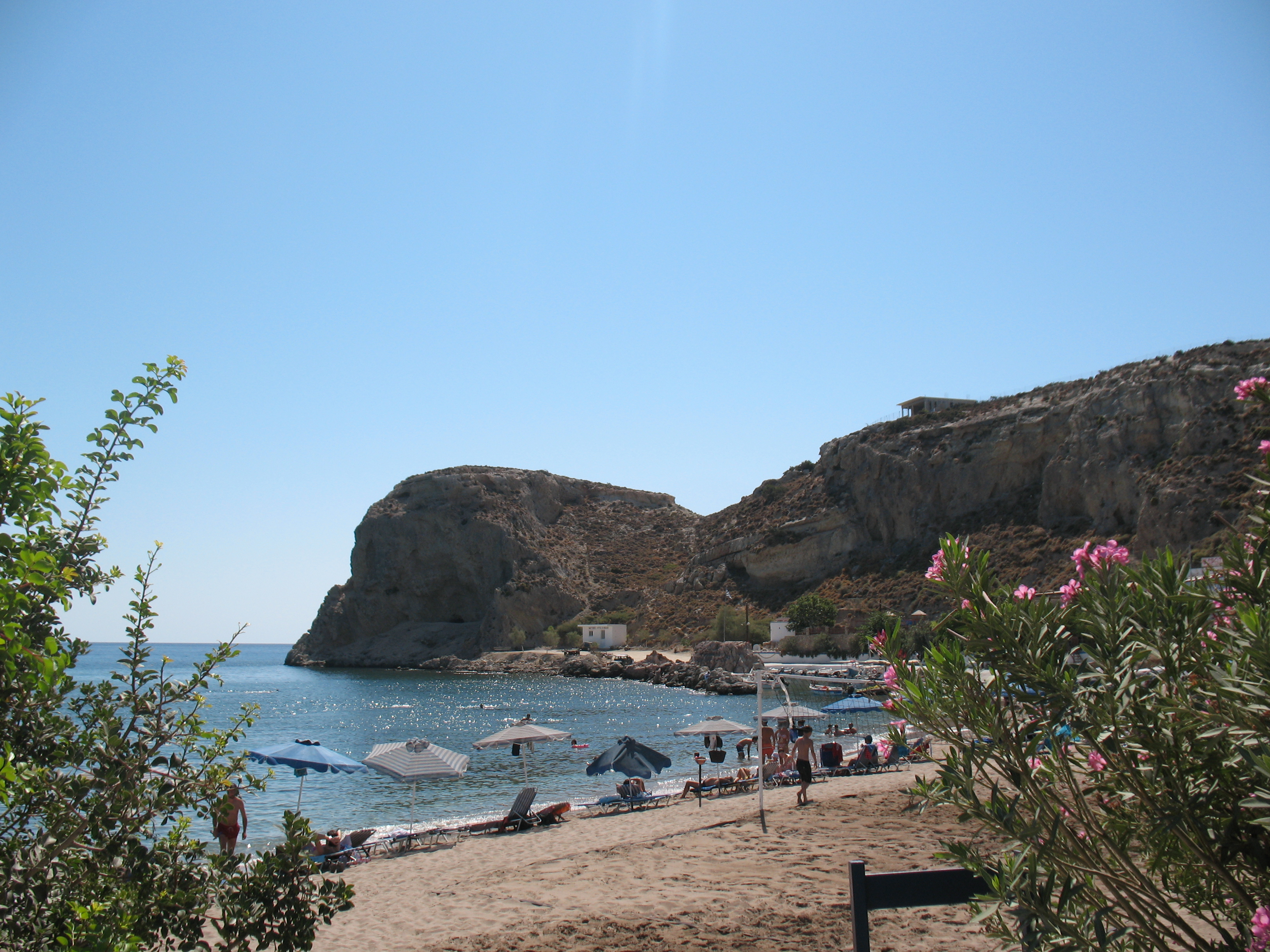
Pláž u Stegny (2012)

Z Archangelosu vede do Stegny asfaltová silnice. Vesnice byla dříve víkendovým sídlem obyvatel Archangelosu a Lindosu, turistický ruch se zde rozvíjí od 80. let 20. století. V poslední době zde byly postaveny apartmánové domy, taverny a obchody. Nachází se zde také hotel, dominantním prostorem je přibližně 2 km dlouhá písečná pláž, na jejímž konci je malé rybářské přístaviště, a s ní rovnoběžná promenáda s obchody. V zálivu se nalézá několik ostrůvků.